# Kościół Greckokatolicki w Nazarecie
Kościół Greckokatolicki w Nazarecie – kościół melchicki położony w mieście Nazaret, na północy Izraela.

## Historia
Ten duży kościół został wybudowany w pierwszej połowie XX wieku przez arcybiskupa Maksymosa Hakima. Został on wzniesiony naprzeciwko placu przed Kościołem Synagogi w Nazarecie. W budynku mieści się szkoła podstawowa, gimnazjum, seminarium oraz kościół.

## Opis budowli
Wnętrze kościoła posiada trzy nawy przedzielona dwoma rzędami kolumn. Całość jest bogato zdobiona malowidłami i ikonami.

## Turystyka
Kościoła nie można zwiedzać w godzinach, kiedy odbywają się nabożeństwa. Świątynia jest otwarta dla turystów od poniedziałku do soboty w godz. 8.00-12.00 i 14.00-17.00.